# Alliés (film)
Pour les articles homonymes, voir Alliés (homonymie).
Pour plus de détails, voir Fiche technique et Distribution.
Alliés (Allied) est un film américano-britannique réalisé par Robert Zemeckis et sorti en 2016. Le film met en scène Brad Pitt et Marion Cotillard dans le rôle d'un couple d'espions dans les années 1940.

## Synopsis
Durant la Seconde Guerre mondiale, à Casablanca en 1942, l'espion canadien du SOE Max Vatan fait équipe avec une espionne française, Marianne Beauséjour. Elle vient de Paris, où son réseau de résistance a été démantelé en mai 1941. Pour les besoins d'une mission visant à tuer l'ambassadeur allemand, ils doivent former un couple : Christine et Maurice Berne.
Parachuté dans le désert, Max, pilote de Lysander se présente comme industriel dans les phosphates. Ils simulent une vie de couple en vacances. Elle aide Max à se débarrasser de son accent québécois. Après quelques jours, les sentiments entre eux, au départ simulés, deviennent réels. Grâce à la préparation de Max ainsi qu'à la bonne organisation et aux relations de Marianne, ils parviennent à se faire inviter à la réception donnée par l'ambassadeur.
Là, ils massacrent un grand nombre d'Allemands, dont plusieurs dignitaires et l'ambassadeur lui-même, avant de réussir à s'enfuir, indemnes.
Une fois la mission accomplie, Max propose à Marianne de le suivre à Londres, où il dirige comme lieutenant-colonel, les opérations spéciales du SOE, section V (comme la lettre), pour la France. Après enquête, Marianne, restée à Gibraltar est autorisée à le rejoindre.
Ils se marient et habitent à Hampstead. Marianne donne naissance quelques mois plus tard à une petite fille, Anna.
Leur amour et leur vie tranquille sont remis en question lorsqu'un des supérieurs de Max l'informe des soupçons qui portent sur sa femme. Elle serait une espionne allemande qui aurait pris l'identité de Marianne Beauséjour, résistante en réalité arrêtée et exécutée à Paris en mai 1941. Elle est accusée d'être un agent dormant travaillant pour les nazis, arrivé à Casablanca en 1941, communiquant par radio des informations confidentielles, connues de Max.
Bouleversé, convaincu que les services de renseignement soit se trompent, soit le mettent à l'épreuve, Max va tout faire pour tenter de la disculper. Alors qu'ils donnent une fête chez eux, il enquête sur la vie ainsi que sur la personnalité de Marianne Beauséjour.
Prenant la place d'un pilote se rendant en France, il interroge un maquisard ivrogne qui a connu Marianne Beauséjour en 1941, à Dieppe. Max apprend que celle-ci peint et joue du piano. De retour à Londres, il se rend au pub avec elle et la prie de jouer du piano pour lui.
C'est le moment de vérité pour le couple, comme pour le lieutenant-colonel Max Vatan.
Marianne se révèle incapable de jouer du piano et avoue sa trahison.
Max veut la protéger et ils tentent ensemble de s'enfuir avec leur enfant.
Mais, rattrapés par la justice au dernier moment, Marianne choisit de se suicider pour protéger Max et l'avenir de leur enfant.

## Fiche technique
Sauf indication contraire, les informations mentionnées dans cette section peuvent être confirmées par la base de données cinématographiques IMDb,  présente dans la section « Liens externes ».
- Titre français : Alliés
- Titre original : Allied
- Titre provisoire : Five Seconds of Silence
- Réalisation : Robert Zemeckis
- Scénario : Steven Knight
- Direction artistique : Gary Freeman
- Décors : Raffaella Giovannetti
- Costumes : Joanna Johnston
- Photographie : Don Burgess
- Montage : Jeremiah O'Driscoll
- Musique : Alan Silvestri
- Production : Graham King, Steve Starkey et Robert Zemeckis
  - Producteurs délégués : Steven Knight, Patrick McCormick, Denis O'Sullivan et Jack Rapke

- Sociétés de production : GK Films, Huahua Media et ImageMovers
- Sociétés de distribution : Paramount Pictures (États-Unis, France), Sony Pictures Releasing (Belgique)
- Budget : 85 millions de dollars
- Pays de production :  États-Unis,  Royaume-Uni
- Langues originales : anglais, français et allemand
- Genre : drame, thriller, romance, espionnage et historique
- Durée : 124 minutes
- Dates de sortie[1] : 
  - Chine : 13 novembre 2016 (avant-première à Shanghai)
  - Belgique, Canada, États-Unis, France : 23 novembre 2016
  - Royaume-Uni : 25 novembre 2016
- Classification[2] :
  - États-Unis : R
  - France : tous publics

## Distribution
- Brad Pitt (VF : Jean-Pierre Michaël) : Max Vatan / Maurice Berne
- Marion Cotillard (VF : elle-même) : Marianne Beauséjour / Christine Berne
- Simon McBurney (VF : Jean-Pol Brissart) : officiel du SOE
- Lizzy Caplan (VF : Marie-Eugénie Maréchal) : Bridget Vatan
- Jared Harris (VF : Patrick Béthune) : Frank Heslop
- Matthew Goode (VF : Jean-Christophe Dollé) : Guy Sangster
- Anton Lesser : Emmanuel Lombard
- August Diehl : Hobar
- Camille Cottin : Monique
- Charlotte Hope : Louise
- Marion Bailey (VF : Sylvie Genty) : Madame Sinclair
- Daniel Betts (VF : Arnaud Bedouet) : George Kavanagh
- Thierry Frémont : Paul Delamare
- Raffey Cassidy : Anna Vatan à 14 ans
- Hannah Flynn : danseuse de lindy hop
- Josh Dylan (VF : Hugo Brunswick) : capitaine Adam Hunter
- Sally Messham (VF : Marie Donnio) : Margaret
- Xavier de Guillebon : Claude
- Vincent Latorre : Vincent
- Christian Rubeck : Lars
- Mark Roper : propriétaire Billy
- Philippe Spall : Claude Monet
- Raphaël Desprez : Edgar Degas
- Raphaël Acloque : Auguste Renoir
- Éric Théobald : gendarme à Dieppe
- Lukas Johne : soldat de la Wehrmacht à Dieppe
- Angelique Joan : fille à Dieppe
- Chriss Reilly : gardien à Hendon Gate

Version française
- Studio de doublage : Dubbing Brothers
- Direction artistique : Béatrice Delfe
- Adaptation : Franck Hervé

 Source et légende : version française (VF) sur RS Doublage

## Production

### Genèse et développement
En février 2015, Paramount Pictures, 20th Century Fox et Regency Enterprises annoncent que Robert Zemeckis va réaliser un thriller romantique sur fond de Seconde Guerre mondiale avec Brad Pitt en tête d'affiche. Le script est écrit par Steven Knight avec Graham King à la production. En août 2015, Steven Knight révèle que son scénario s'inspire d'une histoire vraie qu'on lui a personnellement racontée lorsqu'il avait 21 ans ; il rapporte que le tournage débutera en janvier 2016.

« C'est avant tout une histoire de trahison et c'est là le thème universel du film. Autrement dit, comment réagit-on quand on se met à douter de la sincérité de celui ou celle qu’on aime ? C’est un phénomène qui se produit dans la vie mais dans l’univers de Max et Marianne, on a l’habitude de se faire passer pour quelqu’un d’autre et la vérité est donc une notion qui échappe aux deux protagonistes. Du coup, comment peut-on réussir à se faire confiance ? Et comment continuer à s’épancher auprès de sa compagne ou de son compagnon quand on a le sentiment d’avoir été mis sur écoute par l’ennemi ? »

— Robert Zemeckis
Sans doute n'est-ce pas une coïncidence si le nom du héros (Vatan) est aussi celui de la commune de l'Indre où a eu lieu l'un des premiers parachutages d'agent en France.

### Attribution des rôles
En juin 2015, Marion Cotillard décroche le rôle d'une espionne. En janvier 2016, Jared Harris rejoint le film. En mars 2016, Lizzy Caplan décroche le rôle de la sœur du personnage incarné par Brad Pitt.

### Tournage
Le tournage débute en mars 2016 à Londres. Les scènes se déroulant à Dieppe ont été réalisées à Londres. Il a eu lieu également aux Îles Canaries pour simuler le Maroc.
Brad Pitt a suggéré que les scènes soient tournées dans l'ordre chronologique de l'intrigue, chose plutôt rare dans l'industrie cinématographique, pour bien illustrer l'évolution des personnages. Le producteur Graham King confirme ce choix : « C'était une excellente idée car lorsque le spectateur assiste à la première rencontre entre Max et Marianne dans un cabaret de Casablanca, les deux acteurs se voyaient pour la première fois à l’écran. Par la suite, on voit leur relation s’épanouir en temps réel, ce qui accentue le réalisme du suspense ».

### Musique
La musique originale du film est composée par Alan Silvestri, collaborateur régulier de Robert Zemeckis. L'album contient également des chansons non originales de Louis Armstrong, Louis Prima, Benny Goodman & Lionel Hampton,.
Liste des titres
1. Essaouira Desert / Main Title (Alan Silvestri) - 5:21
2. What Are Our Odds? - 2:46
3. German Embassy - 2:09
4. It's a Girl - 2:16
5. Trust - 3:07
6. Best Day Ever - 1:51
7. Confession / Escape - 3:49
8. The Letter / End Credit - 6:27
9. The Sheik of Araby (composé par Ted Snyder, Harry & Smith, Francis Wheeler, arrangé par Alan Silvestri) - 2:32
10. You are My Lucky Star (Louis Armstrong) - 3:06
11. J'attendrai (écrit par Dino Olivieri, Louis Poterat) - 2:59
12. Sing Sing Sing (Louis Prima) - 4:09
13. Flying Home (Benny Goodman & Lionel Hampton) - 1:54

Dans une rue de Casablanca on entend également fugitivement un air d'Edith Piaf, clin d'œil subtil au film La Môme, qui consacra Marion Cotillard en 2008.

## Accueil

### Critique

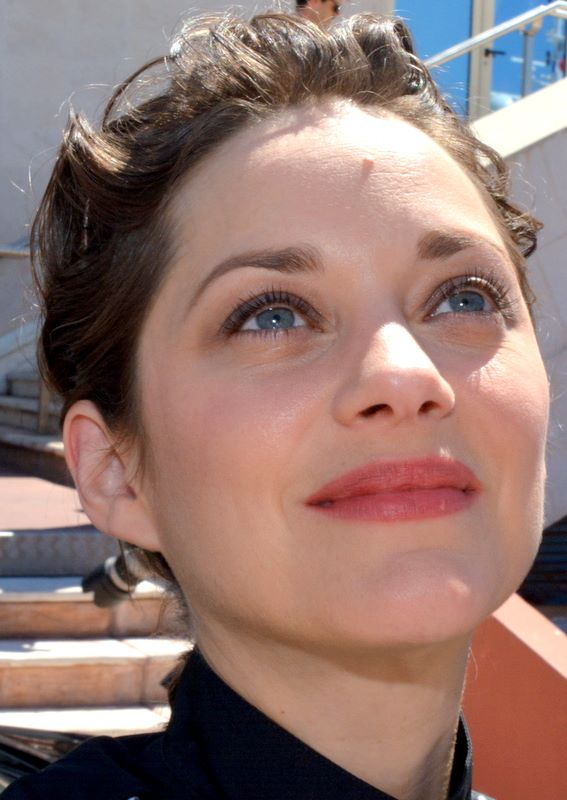
L'actrice principale Marion Cotillard, l'année de sortie du film.

Le film reçoit des critiques assez partagées. Sur l'agrégateur américain Rotten Tomatoes, Alliés obtient 63% d'opinions favorables pour 115 critiques. Sur Metacritic, il décroche une moyenne de 60/100, pour 43 critiques.
En France, la presse est elle aussi partagée. Le site Allociné, qui recense 22 critiques, lui donne une moyenne de 2,9/5. Du côté des avis positifs, on peut lire dans 20 minutes : « Alliés donne l'impression de voyager dans le temps entre Casablanca et Londres. Cette production luxueuse offre un dépaysement total grâce à des prises de vues spectaculaires, des décors somptueux et des costumes magnifiques. On y retrouve le grand charme d’un divertissement hollywoodien haut de gamme ». Dans Le Monde, Isabelle Regnier écrit notamment « Le film n’est pas sans défauts, et ses détracteurs ne se priveront pas de moquer l’accent en béton armé de Brad Pitt, dont on veut nous faire croire qu’il parle français presque comme un Parisien. Mais cela n’ôte rien à l’intelligence d’une mise en scène qui, en déchaînant un tourbillon mélodramatique violent dans un contexte tout en toc, réussit miraculeusement à émouvoir ». Dans Ouest-France, on peut notamment lire que c'est un film à la fois « nostalgique et ultramoderne, classique dans le fond et audacieux sur la forme » et qu'il est « porté par deux stars extraordinaires ». Pierre Vavasseur du Parisien souligne la prestation des deux acteurs principaux : « Marion Cotillard est glamourissime, et la mitraillette lui va comme un gant d'organdi [...] Brad Pitt est un sacré bon bougre qui aurait mangé du Bogart sans le savoir ». Dans Le Figaro, Étienne Sorin remarque que « Alliés a la beauté froide d'un pastiche d'une production de l'âge d'or hollywoodien » et se demande « si cette retenue est voulue ».
Du côté des critiques négatives, Philippe Guedj écrit dans Le Point « entre mélo et thriller d'espionnage, le nouveau film de Robert Zemeckis peine à émouvoir malgré sa virtuosité et son casting cinq étoiles ». Frédéric Mignard, du site avoir-alire.com, pointe du doigt la mise en scène de Robert Zemeckis « qui s'emploie de temps en temps à quelques trouvailles de réalisation » et ajoute notamment « la passion physique est moins charnelle qu’artificielle et la fugue passionnelle se concrétise dans l’émotion facile de la toute fin, au détriment du thriller, sans suspense, et du film de guerre, épuré et sans vacarme ». Dans Critikat, Josué Morel écrit notamment « c’est, une fois de plus, une expérience de la nuance à laquelle nous convie involontairement Zemeckis – celle d’un film réellement émouvant par instants mais que l’on sait, avec regret, au fond raté ». Jean Serroy du Dauphiné libéré apprécie « le couple Brad Pitt/Marion Cotillard [qui] relève assez bien le défi » mais ajoute que « le film, qui se voudrait être un Casablanca 2, aura du mal à devenir mythique… ». Arnaud Schwartz de La Croix pense quant à lui que « cette histoire d’amour contrariée manque de finesse pour convaincre ». Éric Libiot de L'Express est plus catégorique : « La première heure est donc un ratage total. La seconde est meilleure parce que le ratage est total ». Cécile Mury de Télérama pense que « tout cloche et sonne faux dans les rues de la médina, comme, plus tard, sous le blitz londonien ». Dans Libération, Didier Péron n'est quant à lui pas convaincu par les acteurs : « Marion Cotillard et Brad Pitt peinent à convaincre de leur idylle entre espions dans ce film poussif et poussiéreux de Robert Zemeckis ». Vincent Malausa des Cahiers du cinéma décrit Alliés « un mauvais film de prestige dans lequel ne brille jamais cette métaphysique de la virtualité si chère à Zemeckis : son échec donne à voir l’une des machines à Oscars les plus lisses qui soient ».

### Box-office
| Pays ou région    | Box-office      | Date d'arrêt du box-office | Nombre de semaines |
| ----------------- | --------------- | -------------------------- | ------------------ |
| États-Unis Canada | 40 098 064 $    | 26 janvier 2017            | 9                  |
| France            | 988 605 entrées | 31 janvier 2017            |                    |
| Mondial           | 112 705 529 $   | -                          | -                  |

Alliés rencontre un semi-échec commercial, ne rapportant que 112,7 millions de $ au box-office mondial pour un budget de 85 millions d'USD, dont 40 millions rien qu'aux États-Unis, où il a débuté en quatrième place le week-end de sa sortie. En France, le film peine à atteindre le million de spectateurs.

## Analyse

### Anachronismes
Marianne appelle Max Vatan « son Québécois », mais à cette époque, les citoyens du Québec étaient appelés canadiens-français et non québécois. Max Vatan dit être de l'Ontario, province anglophone située à l'ouest du Québec. Aujourd'hui, on appelle les francophones de cette région les Franco-Ontariens.
Par ailleurs, les immatriculations des voitures françaises, tant à Casablanca qu'à Dieppe, correspondent à des immatriculations par département, alors que les immatriculations aux numéros de département visibles n'entreront en vigueur qu'en avril 1950. Lors de la Seconde Guerre mondiale (depuis 1928), les immatriculations étaient définies par région administrative et les plaques ne comportaient pas de numéro de département.